# People Can Fly
People Can Fly, est une société polonaise de développement de jeux vidéo, fondée en 2002 et basée à Varsovie, en Pologne. De 2007 à 2015, la société a appartenu à Epic Games sous le nom d'Epic Games Poland. Elle compte désormais 9 studios de développement pour plus de 600 employés.

## Histoire
Le 20 août 2007 Epic Games rachète une part majoritaire dans l'entreprise ; People Can Fly devient filiale du groupe, puis est renommée Epic Games Poland.
En juin 2015, Epic Games Poland redevient People Can Fly. Le studio polonais a souhaité se séparer de sa maison mère pour redevenir indépendant et acquérant, par la même occasion, les droits de la franchise Bulletstorm. Le studio a également annoncé rester proche de Epic Games en co-développant un nouveau jeu avec le moteur Unreal Engine 4. [réf. nécessaire]
En septembre 2017, People Can Fly ouvre un nouveau studio en Angleterre. Il ouvre également un nouveau studio en Pologne, basé à Rzeszów.
En juin 2019, People Can Fly ouvre un nouveau studio de développement à New York, avec environ 30 employés.

En avril 2021, People Can Fly a annoncé avoir acquis Phosphor Games, un studio de développement situé à Chicago spécialisé dans la réalité virtuelle et dans le jeu mobile.
People Can Fly se concentre dans la réalisation de ses six projets en cours. Elle travaille actuellement sur trois AAA : un jeu pour Square Enix, un titre d'action-aventure commandé par Take-Two Interactive, et un titre auto-édité.

## Jeux développés
Jeux développés par People Can Fly :
| Titre                                 | Editeur                  | Date de sortie | Plates-formes |
| ------------------------------------- | ------------------------ | -------------- | --- |
| Painkiller                            | Dreamcatcher Interactive | 2004           | PC |
| Painkiller: Battle Out of Hell        | Dreamcatcher Interactive | 2004           | PC |
| Painkiller: Hell Wars                 | Dreamcatcher Interactive | 2006           | Xbox |
| Gears of War                          | Microsoft Game Studios   | 2007           | PC (portage) |
| Gears of War 2                        | Microsoft Game Studios   | 2008           | Xbox 360 (développement additionnel)                                                                                    |
| Infinity Blade                        | Epic Games               | 2010           | iOS |
| Duty Calls: The Calm Before the Storm | Electronic Arts          | 2011           | PC (jeu promotionnel)                                                                                                   |
| Bulletstorm                           | Electronic Arts          | 2011           | PC, Xbox 360, PlayStation 3                                                                                             |
| Gears of War 3                        | Microsoft Studios        | 2011           | Xbox 360 (co-développé avec Epic Games)                                                                                 |
| Gears of War: Judgment                | Microsoft Studios        | 2013           | Xbox 360 |
| Bulletstorm : Full Clip Edition       | Gearbox Software         | 2017           | PC, PlayStation 4, Xbox One                                                                                             |
| Fortnite                              | Epic Games               | 2017           | PC, Playstation 4, PlayStation 5, Xbox One, Xbox Series X, Android, iOS, Nintendo Switch (co-développé avec Epic Games) |
| Outriders                             | Square Enix              | 2021           | PC, PlayStation 4, PlayStation 5, Xbox One, Xbox Series X, Google Stadia                                                |
| Gears of War: E-Day                   | Xbox Game Studios        | 2026           | PC, Xbox Series (co-développé avec The Coalition)                                                                       |
| Lost Rift                             | People Can Fly           | NC             | PC (accès anticipé) |